# شاه‌ناجر
شاه ناجر، روستایی است از توابع بخش کجور شهرستان نوشهر در استان مازندران ایران که از جنوب به روستای ورازان از بخش نور و از شمال به صالحان از شرق به ارتفاعات لوربن خط مرز نور و نوشهر و از غرب به ارتفاعات فرداسبن خط مرز مشترک بین نیتل و کنگر منتهی می‌شود.

## خطوط ارتباطی
خطوط ارتباطی این دهکده زیبای توریستی از طریق سه مسیر برای عاشقان به اهل بیت (ع) و دوست داران طبیعت قابل دسترسی است:
1. از مسیر شهرستان نوشهر جاده کندوان – دو آب حسن‌آباد – پل کجور- شاهناجر
2. از مسیر رویان – آبشار آب پری – کدیر – کجور – شاهناجر
3. از مسیر بلده نور – ارتفاعات سیاه سنگ – ورازان – شاهناجر[۱]

## جمعیت
این روستا در دهستان توابع کجور قرار دارد و براساس سرشماری مرکز آمار ایران در سال ۱۳۸۵، جمعیت آن ۱۰۵ نفر (۳۳خانوار) بوده‌است. مردم شاه‌ناجر از قومیت طبری هستند. مردم شاه‌ناجر به زبان طبری و گویش کجوری سخن می‌گویند.

## امام زاده عارف سلیمانی انگیلی
امام زاده ابراهیم بن زید بن حسن بن امام حسن مجتبی بن علی بن ابیطالب (ع) در منطقه شاه ناجر کجور یکی از مکانهای مقدس می‌باشد که عاشقان زیادی را به خود جلب کرده در فصول مختلف مخصوص در ۲۸ صفر شاهد سیل عظیمی از زوار بوده و کرامات آن حضرت شامل خیل عظیمی از انسانهای پاکدل و پاک طینت گشته‌است.